# Parque de María Vinyals
El parque de María Vinyals es un parque público situado en el barrio de Campolongo de la ciudad española de Pontevedra. Junto a los vecinos parque de la Seta y plaza de la Constitución suma un total de 24 000 m².

## Origen del nombre
El parque está dedicado a la escritora, activista social, feminista y sufragista pontevedresa María Vinyals, considerada como una de las pioneras en la introducción del feminismo en Galicia.

## Historia
El actual parque María Vinyals se asienta sobre terrenos que desde el siglo XIX formaban parte del antiguo pazo de los Marqueses de Leis y que había pertenecido desde el siglo XVI a varias familias nobles de la ciudad. En 1919 el ayuntamiento de Pontevedra ofreció al Ministerio de la Guerra la finca adquirida al marqués de Leis para el nuevo acuartelamiento de Pontevedra conseguido gracias a la gestión del general Antero Rubín Homent. A comienzos de los años 30 del siglo XX, el entonces alcalde Bibiano Fernández Osorio-Tafall impulsó la expansión urbana de Pontevedra hacia el barrio de Campolongo, promoviendo la construcción del nuevo cuartel de Artillería y la apertura de una gran vía estructurante, la actual avenida María Victoria Moreno, conocida en aquel momento como avenida de Campolongo.
En 1924 se expropiaron los terrenos para el cuartel de Campolongo y, en 1933, comenzaron las obras del complejo militar, cuya zona centro-sureste coincide con la ubicación del parque actual. Durante décadas, este espacio formó parte del recinto castrense, delimitado por un alto muro de piedra. Algunos de los árboles de gran porte presentes en el recinto del cuartel se conservaron y hoy integran la masa arbórea del parque.
La transformación definitiva de este espacio llegó a principios del siglo XXI. En abril de 2005 comenzaron las obras de la nueva Ciudad Administrativa de Pontevedra, con la demolición del antiguo cuartel finalizada en julio de ese mismo año. En 2008 se concluyó tanto la construcción del Edificio Central de la Junta de Galicia en Pontevedra como el acondicionamiento del nuevo parque, iniciado en septiembre de ese año.
En 2019, dentro del proceso de feminización del callejero de la ciudad, el parque fue bautizado en honor a María Vinyals, escritora, feminista y activista social pontevedresa. En 2025 se presentó un proyecto de restauración ecológica y paisajística del parque, que incluye la plantación de nuevo arbolado y diversas acciones destinadas a favorecer la biodiversidad y mitigar la huella de carbono. Esta intervención se enmarca en el plan de renaturalización del barrio y complementan la recuperación del tramo urbano del río Gafos.

## Descripción
El parque de María Vinyals está delimitado al sur por el Edificio Central de la Junta de Galicia en Pontevedra, al oeste por el edificio de la Delegación Provincial de Hacienda y la calle Espincelo, al norte por la avenida María Victoria Moreno y al este por la calle Alfonso X el Sabio.
El parque de María Vinyals, con una extensión de 8580 m², presenta una organización abierta y fluida, caracterizada por amplias zonas verdes y una red de senderos curvos que recorren el espacio de forma orgánica. El parque presenta una forma trapezoidal irregular, con bordes curvos y adaptados a la red vial circundante. El diseño apuesta por una integración naturalista favoreciendo la sensación de continuidad visual y accesibilidad. En el centro del parque destaca un área circular sombreada por una agrupación densa de árboles, que actúa como núcleo vegetal y zona de descanso. Esta zona central se conecta con otras áreas del parque mediante senderos pavimentados que cruzan el espacio en diferentes direcciones.
La disposición espacial del parque responde claramente a los límites urbanos marcados por las avenidas y calles perimetrales. En su borde norte, la avenida María Victoria Moreno, vía principal, estructura el acceso al parque, con pasos de peatones que favorecen la integración con el entorno urbano. La vegetación en el parque está distribuida de forma equilibrada, con árboles aislados y grupos arbóreos que ofrecen sombra, así como amplias superficies de césped que configuran amplios espacios abiertos. En la zona sureste un segundo espacio circular pavimentado, más amplio que el otro área circular rodeada de árboles, constituye un punto focal que funciona como lugar de encuentro. El diseño general responde a una vocación de parque urbano contemporáneo, pensado para el paseo, el descanso y la convivencia vecinal. El trazado sinuoso de los caminos crea una sensación de recorrido libre, sin imposiciones formales, en sintonía con un modelo de parque que prioriza la accesibilidad peatonal y el disfrute del entorno natural.
El parque cuenta con una gran diversidad arbórea: Destaca una treintena de castaños de Indias, seis grandes robles americanos, tres acacias negras, tres grandes castaños y un gran arce americano.

## Galería de imágenes

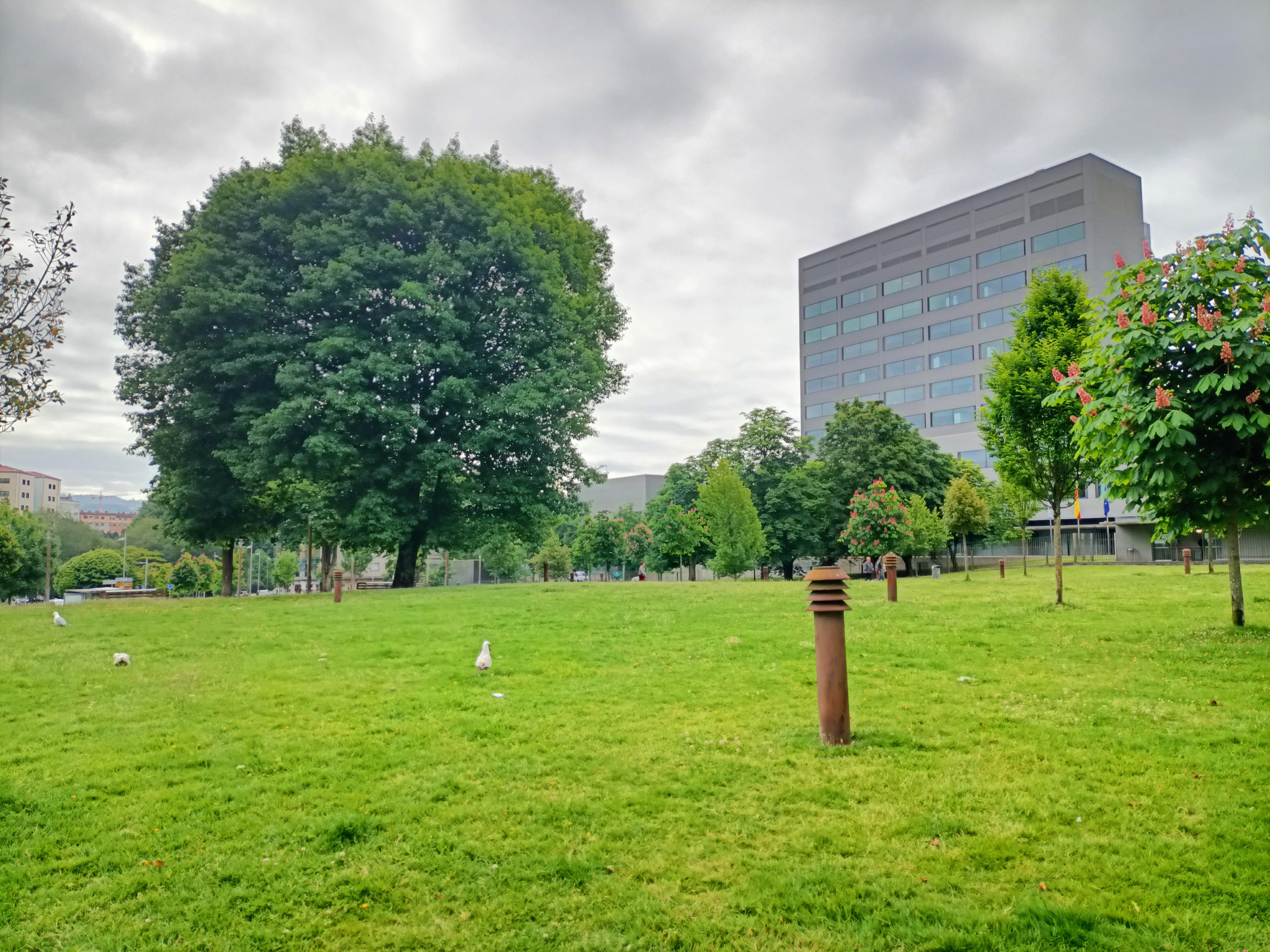
Parque y Ciudad Administrativa.
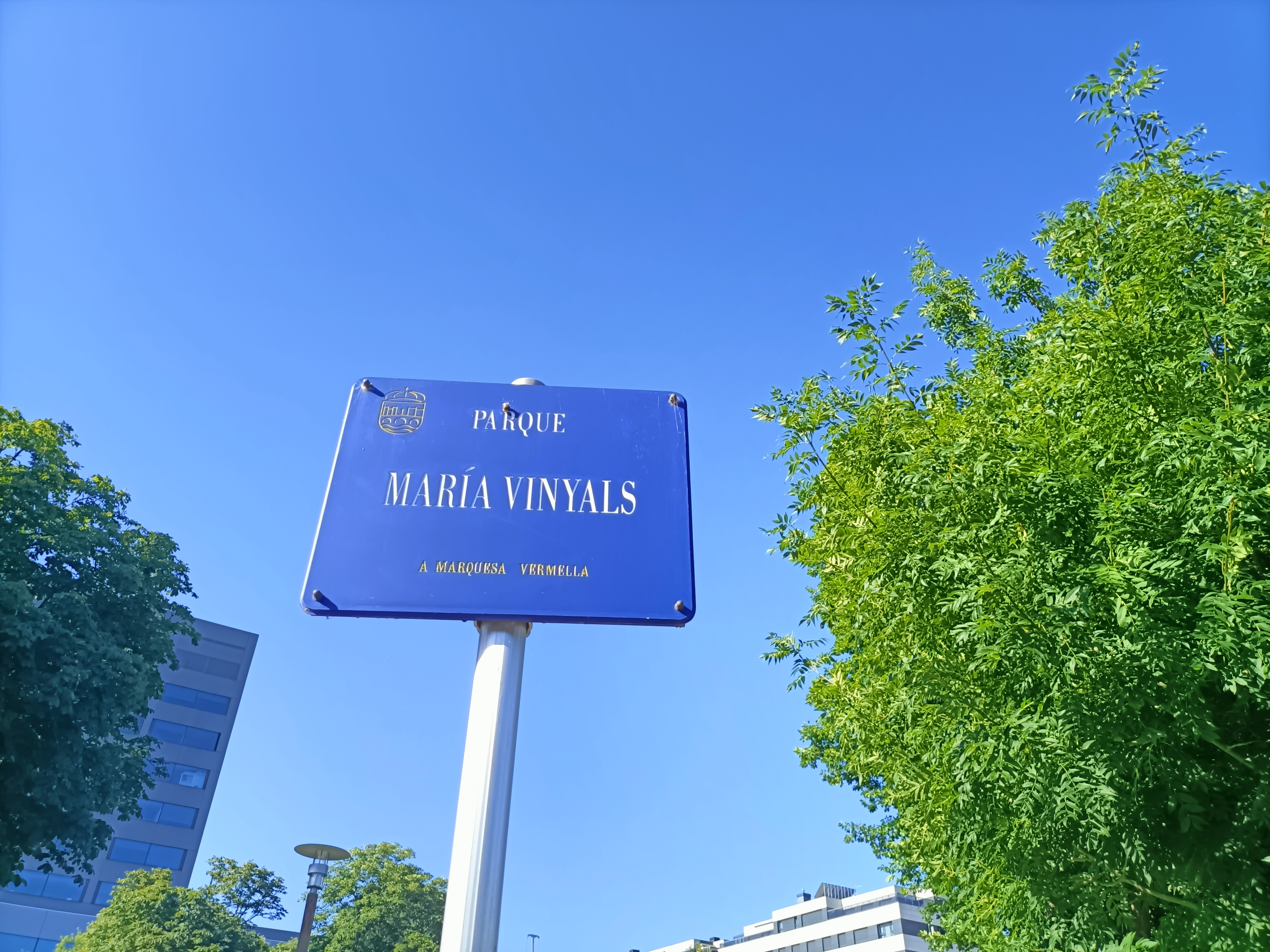
Placa del parque.
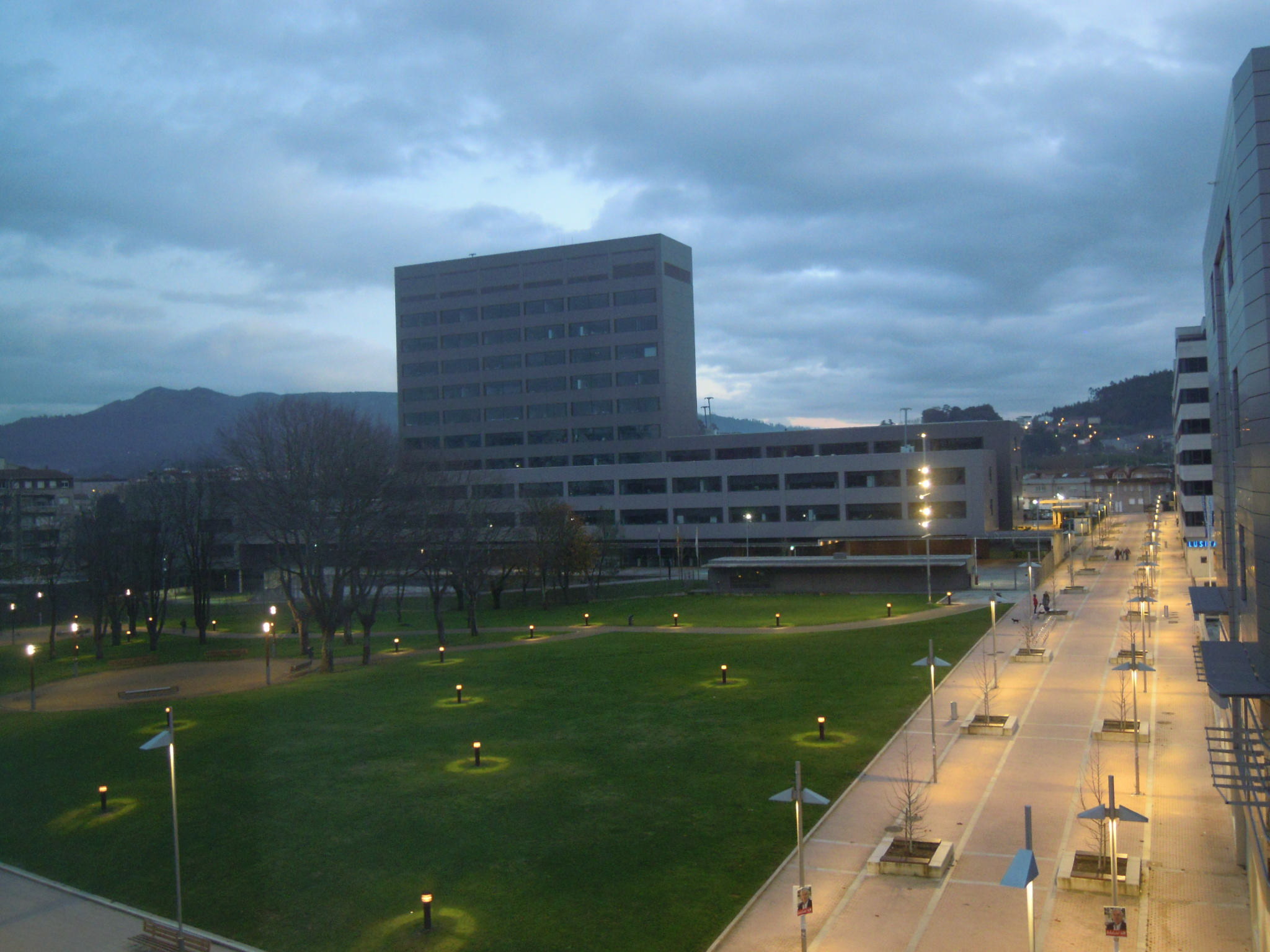
Edificio Central de la Junta de Galicia en Pontevedra frente al parque.
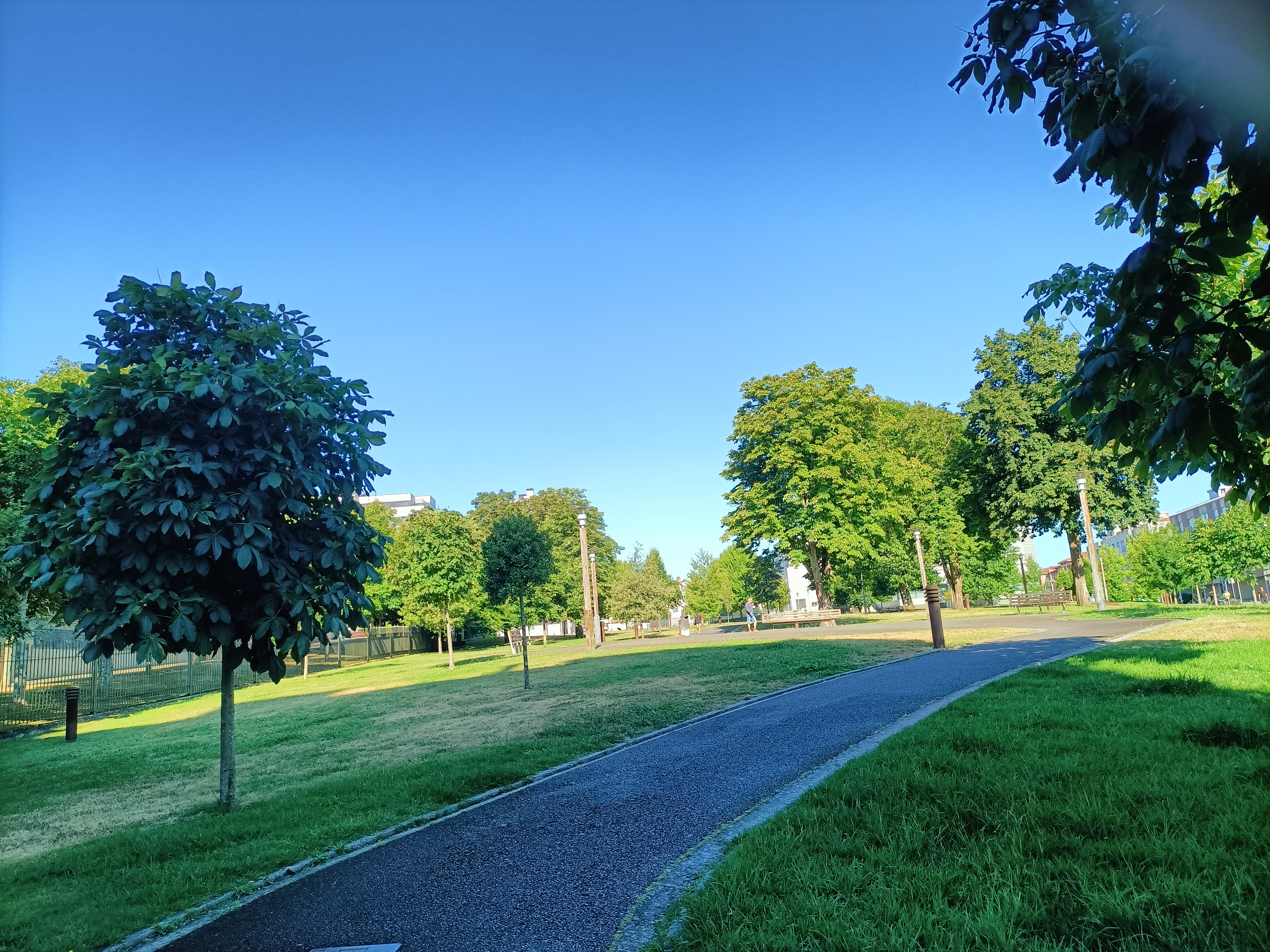
Sendero del parque.
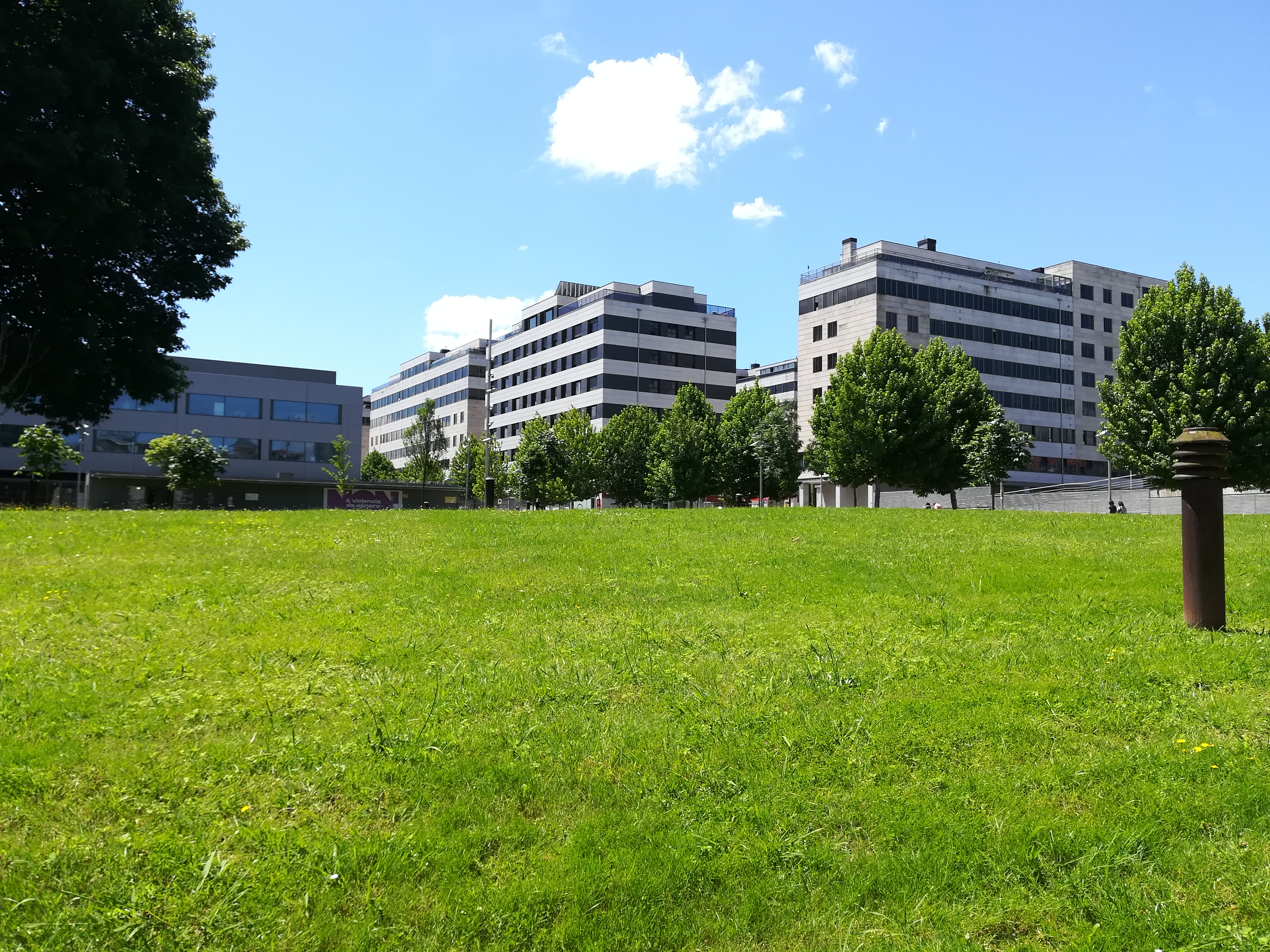
El parque y la Ciudad Administrativa en 2022.
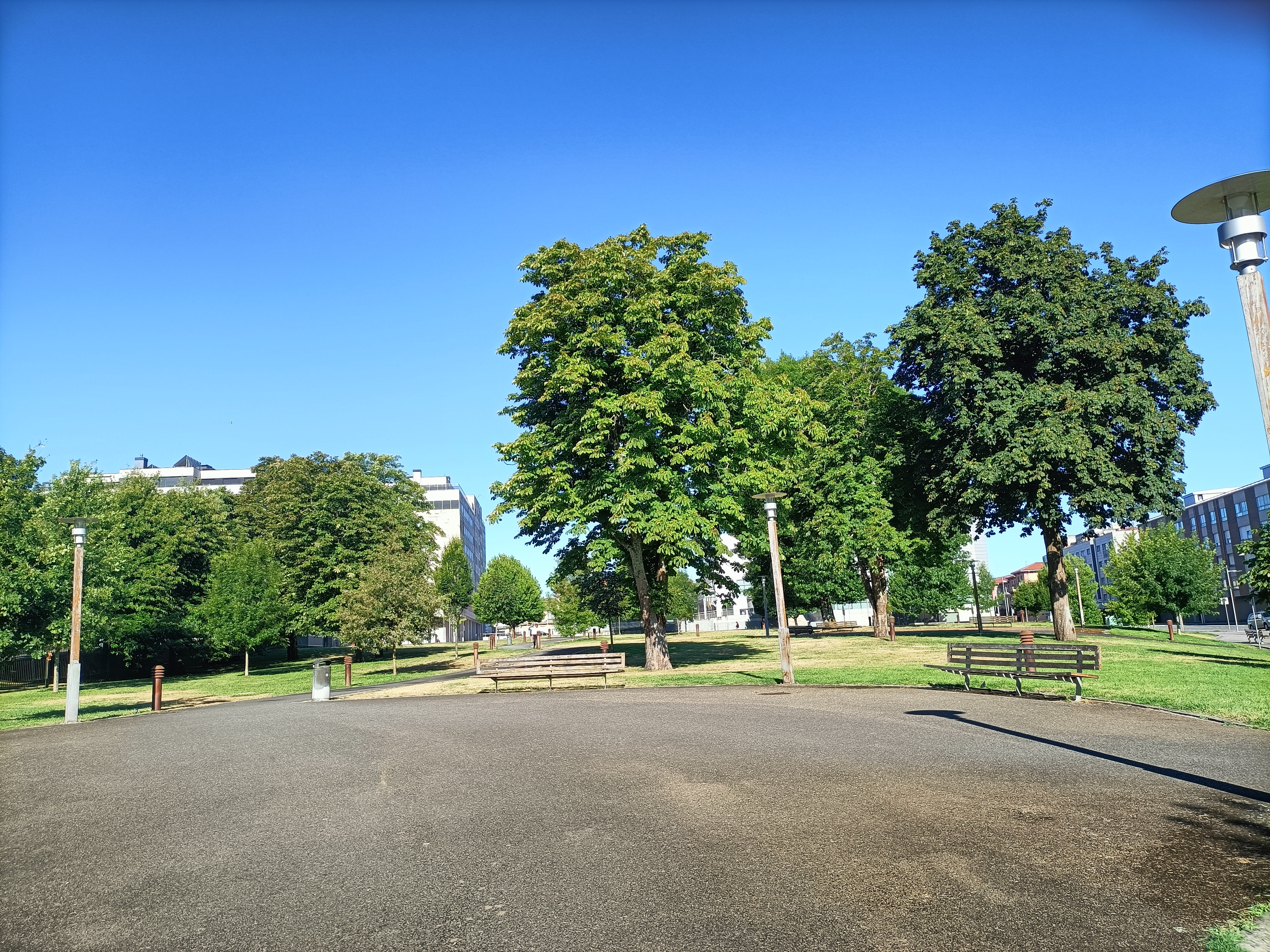
Punto circular de encuentro en el parque.